# پیپر بگ رکوردز
پیپر بگ رکوردز (انگلیسی: Paper Bag Records) شرکت انتشارات موسیقی کانادایی است، که در سال ۲۰۰۲ تأسیس شد.